# تلمبه عشایری دامداری
تلمبه عشایری دامداری یک منطقهٔ مسکونی در ایران است که در دهستان محمدآباد (عنبرآباد) واقع شده‌است. تلمبه عشایری دامداری ۸۲ نفر جمعیت دارد.